# Burke's Peerage
'Burke's Peerage Limited er navnet på flere britiske bogforlag, som siden 1826 har udgivet genealogiske værker, hovedsageligt om de adelige slægter i Storbritannien og Irland, men også om fyrstehuse i andre lande og om beslægtede emner såsom faleristik. Det vigtigste værk, kendt som Burke's Peerage eller blot Burke's, har – sammen med det lignende, men i de historiske genealogier mindre detaljerede værk Debrett's Peerage – i to århundreder været en institution i det britiske samfund: Bøgerne har markeret de aristokratiske og velhavende klasser i samfundet, og optræder derfor ofte i litteratur, tv-serier og andre skildringer af britisk kultur. Det originale Burke's forlag lukkede i 1970, og Burke's bogserien videreføres nu af et nystiftet firma af samme navn.